# Stereophyllum brevipes
Stereophyllum brevipes là một loài rêu trong họ Stereophyllaceae. Loài này được (Müll. Hal.) Mitt. mô tả khoa học đầu tiên năm 1869.